# (35210) 1994 PR39
1994 PR39 (asteroide 35210) é um asteroide da cintura principal. Possui uma excentricidade de 0.20855070 e uma inclinação de 3.49987º.
Este asteroide foi descoberto no dia 10 de agosto de 1994 por Eric Walter Elst em La Silla.